# Schultesia brachyptera
Schultesia brachyptera är en gentianaväxtart som beskrevs av Adelbert von Chamisso. Schultesia brachyptera ingår i släktet Schultesia och familjen gentianaväxter. Inga underarter finns listade i Catalogue of Life.